# Tamer Bakiner

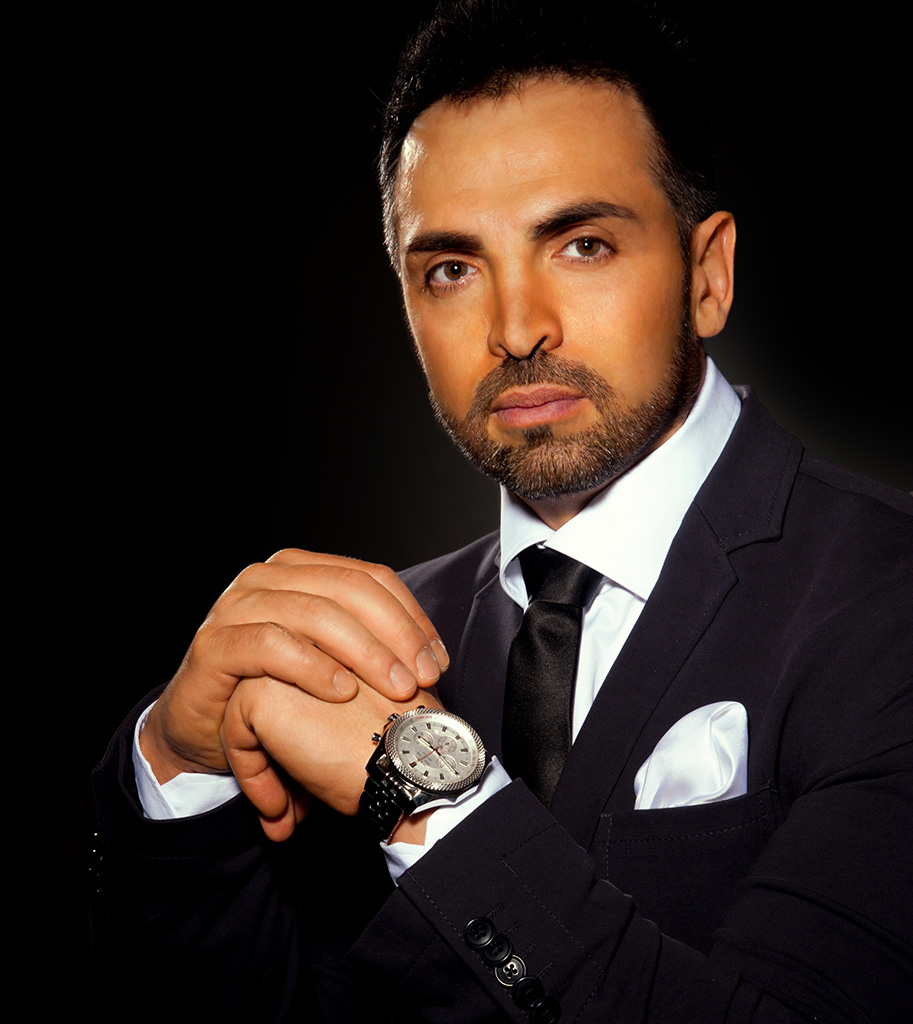
Tamer Bakiner, 2015

Tamer Bakiner (* 1972) ist ein deutscher Detektiv, Wirtschaftsermittler, Autor und Mitwirkender an Fernsehdokumentationen.

## Leben
Bakiner ermittelt seit den 1990er Jahren in Wirtschaftsdelikten wie Markenpiraterie (u. a. Dior) oder Wirtschaftsspionage, aber ist auch in der Personensuche tätig. Über seine Fälle verfasste er ein Sachbuch mit dem Titel Der Wahrheitsjäger. Das Buch erreichte im August 2015 in der Kategorie Sachbuch/Paperback Platz zehn der Spiegel-Bestsellerliste.
Gemeinsam mit dem ZDF-Redakteur Andreas Halbach war Bakiner 2008 an der Aufdeckung eines Müllskandals im Osten Deutschlands beteiligt. 2015 recherchierte Bakiner gemeinsam mit den ZDF-Redakteuren Andreas Halbach, Heiko Rahms und Thomas Münten zum illegalen Handel mit Autoschrott aus der EU nach Osteuropa und Afrika.
In der TV-Dokumentation Auf der Suche nach meinem Kind begleiteten Reporter Bakiner bei der Rückführung eines ins Ausland entführten Mädchens. Der TV-Sender RTL strahlte am 25. März 2019 eine erste Folge der Reportage Tamer Bakiner – Der Wahrheitsjäger aus.
Im Rahmen einer Undercover-Reportage für den Sender RTL, die am 20. Januar 2020 unter dem Titel RTL Spezial: Vorsicht – Falsche Polizisten! lief, schleuste sich Bakiner in einen aus der Türkei stammenden Call-Center-Ring ein, um dessen illegalen Machenschaften aufzudecken. Aufgrund der von Bakiner initiierten Ermittlungen und der Zusammenarbeit mit dem LKA Baden-Württemberg sowie der türkischen Polizei wurden 45 Personen in Gewahrsam genommen. In der Sendung RTL-Extra Spezial Tamer Bakiner – Das System Tönnies vom 27. Juli 2020 wurde der Fleischkonzern Tönnies auf verschiedenen Ebenen kritisch betrachtet. Bakiner recherchierte dafür unter anderem in Osteuropa und nahm das System mit den Werkvertrags-Unternehmen unter die Lupe. In der RTL Reportage Tamer Bakiner – Das Experiment: So verschwindet ein Mensch spurlos unternahm der Ermittler den Selbstversuch, unerkannt vom Radar zu verschwinden.
Für das ZDF Dokuformat Die Spur: Undercover bei der Schleuser-Mafia gelang es ihm mehrfach, den illegalen Flüchtlingsgrenzübertritt am Grenzzaun Serbien / Ungarn zu dokumentieren.
Journalisten des investigativen ZDF-Politmagazins frontal haben den Undercover-Ermittler Tamer Bakiner bei seinen Recherchen in das kriminelle Milieu der Geldfälscher begleitet. Die Spur führte von Osteuropa auch nach Deutschland.
In einer neuen Folge des ZDF Dokuformats Die Spur: Reich durch Telefonabzocke wurden 2024 die Geschäftsmethoden von Mehmet Göker in Dubai durchleuchtet. Tamer Bakiner dokumentierte, mit welchen dubiosen Methoden das Göker-Team Personen mit privater Krankenversicherung in Deutschland kontaktierte. Unter anderem wurden die Kunden mit falschem Namen, erfundenen beruflichen Qualifikationen und falscher Telefonnummer getäuscht.
Im Mai 2025 war Tamer Bakiner Protagonist der NDR-Investigativdokumentation Billig bis tödlich – Fälschern auf der Spur. Die Sendung beleuchtet den internationalen Handel mit gefälschten Luxuswaren und Medikamenten, wobei Deutschland als einer der größten Absatzmärkte in Europa gilt. Bakiner recherchierte undercover in der Türkei und verschaffte sich Zugang zu verborgenen Produktionsstätten sowie illegalen Verkaufsräumen.
Im Juni 2025 war Tamer Bakiner in der ZDF-Dokumentation Fake-Botox: Undercover unter Fälschern  aus der Reihe Die Spur als verdeckter Ermittler zu sehen. Gemeinsam mit den Journalisten Steffen Mayer und Felix Wolf recherchierte er zu illegal gehandeltem Botox, das über kriminelle Netzwerke aus der Türkei nach Deutschland gelangt. Als angeblicher Großhändler erschlich sich Bakiner Zugang zu Fälschern, dokumentierte Verkaufsangebote, Testlieferungen und die Versandwege. Die beschafften Proben zeigten im Labor teils gefährliche Überdosierungen und illegale Inhaltsstoffe. Die Doku offenbarte nicht nur die Risiken gefälschter Schönheitspräparate, sondern auch erhebliche Kontrolllücken bei Zoll und Behörden.
Aufgrund beruflicher Sicherheitsbedenken lebt Tamer Bakiner im Ausland und auch sein Unternehmen ist nicht mehr in Deutschland gemeldet.

## Veröffentlichungen
- Der Wahrheitsjäger. Andere richtig einschätzen – Lügen durchschauen – Erkenntnisse nutzen. Ein Top-Ermittler verrät seine besten Methoden. Ariston, München 2015, ISBN 978-3-424-20118-5.[23]
- Hörbuch: Der Wahrheitsjäger. Gelesen von Heikko Deutschmann, Bearbeitung und Regie: Gabriele Kreis, Ariston, München 2015, ISBN 978-3-424-20133-8
- Das gestohlene Kind: True-Crime-Thriller. Knaur, 2019, ISBN 978-3-426-52520-3.